# N響団友オーケストラ
N響団友オーケストラ（エヌきょうだんゆうオーケストラ）は、N響団友（NHK交響楽団に永年在籍して定年退職した者、10年以上コンサートマスターとして在籍した者、及び特に功績を認められた者）とN響現役メンバーを中心とし、その他の優秀なプレイヤーによって編成されているオーケストラ。N響団友オーケストラのように、プロオーケストラのOBが中心になって組織されている演奏団体は希有の存在である。
1982（昭和57）年、N響団友のクラリネット奏者である西村初夫、同オーボエ奏者の川本守人、同チェロ奏者の常松之俊、同打楽器奏者の網代景介らによって結成、創立された。